# FBA Type H
FBA Type H là một loại tàu bay trinh sát sản xuất số lượng lớn ở Pháp trong Chiến tranh thế giới I bởi hãng Franco-British Aviation.

## Quốc gia sử dụng
Bỉ
- Không quân Bỉ

 Estonia
- Không quân Estonia

 Phần Lan
 Pháp
- Hải quân Pháp

 Italy
 Peru
 Serbia
 Tây Ban Nha
 Anh Quốc
- Cục Không quân Hải quân Hoàng gia

 Hoa Kỳ
- Hải quân Hoa Kỳ

 Uruguay
- Không quân Uruguay

 Kingdom of Yugoslavia
- Hải quân Hoàng gia Nam Tư

## Tính năng kỹ chiến thuật

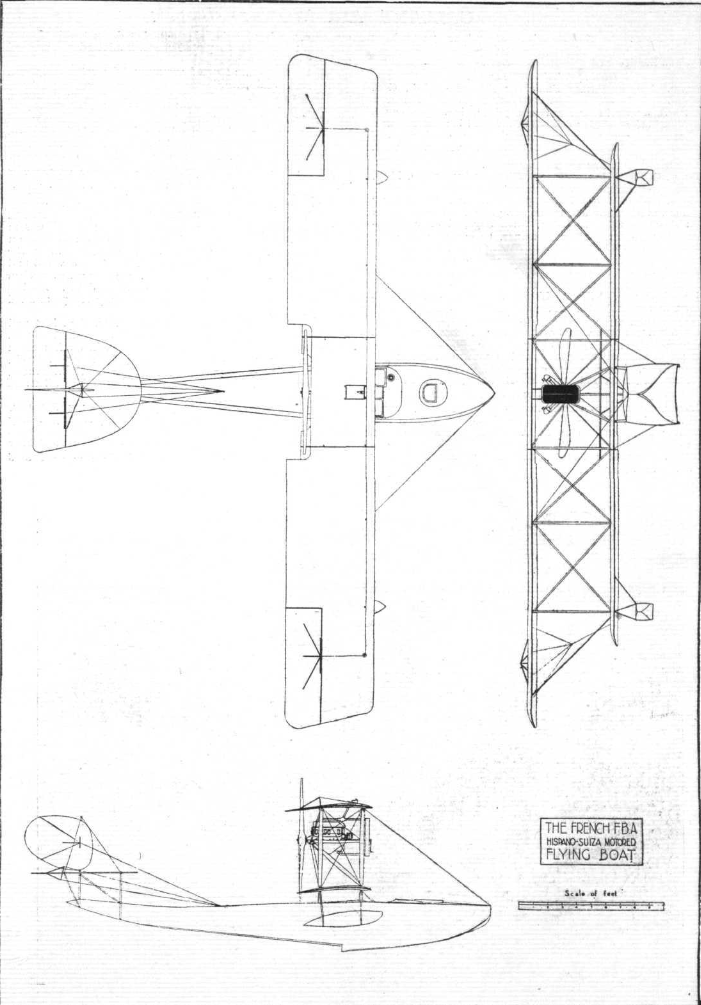
FBA Type H

Đặc điểm tổng quát
- Kíp lái: Three, pilot and two observers/gunners
- Chiều dài: 9.92 m (32 ft 7 in)
- Sải cánh: 14.72 m (48 ft 4 in)
- Chiều cao: 3.10 m (10 ft 2 in)
- Diện tích cánh: 40.0 m2 (430 ft2)
- Trọng lượng rỗng: 984 kg (2.170 lb)
- Trọng lượng có tải: 1.420 kg (3.130 lb)
- Powerplant: 1 × Hispano-Suiza 8Aa, 112 kW (150 hp)

Hiệu suất bay
- Vận tốc cực đại: 150 km/h (90 mph)
- Tầm bay: 450 km (280 dặm)

Vũ khí trang bị
- 1 × Súng máy Lewis.303
- 200 kg (440 lb) bom